# Берроу (округ, Джорджія)
Шаблон:StateAbbr_ 33°59′ пн. ш. 83°43′ зх. д. / 33.99° пн. ш. 83.71° зх. д.
Округ  Берроу (англ. Barrow County) — округ (графство) у штаті  Джорджія, США. Ідентифікатор округу 13013.

## Історія
Округ утворений 1914 року.

## Демографія
За даними перепису 
2000 року 
загальне населення округу становило 46144 осіб, зокрема міського населення було 21655, а сільського — 24489.
Серед мешканців округу чоловіків було 22939, а жінок — 23205. В окрузі було 16354 домогосподарства, 12542 родин, які мешкали в 17304 будинках.
Середній розмір родини становив 3,17.
Віковий розподіл населення поданий у таблиці:
| Стать    | До 15 років | 15-21 | 22-29 | 30-39 | 40-49 | 50-65 | 65-85 | Понад 85 |
| -------- | ----------- | ----- | ----- | ----- | ----- | ----- | ----- | -------- |
| Чоловіки | 5789        | 2108  | 2815  | 4359  | 3255  | 2972  | 1513  | 128      |
| Жінки    | 5426        | 1983  | 2844  | 4087  | 3198  | 3127  | 2156  | 384      |

## Суміжні округи
- Голл – північ
- Кларк – схід
- Джексон – схід
- Оконі – південний схід
- Волтон – південь
- Гвіннетт – захід

## Виноски
1. ↑  U.S. Decennial Census. United States Census Bureau. Архів оригіналу за 26 квітня 2015. Процитовано 18 червня 2014.
2. ↑  Historical Census Browser. University of Virginia Library. Архів оригіналу за 11 серпня 2012. Процитовано 18 червня 2014.
3. ↑  Population of Counties by Decennial Census: 1900 to 1990. United States Census Bureau. Архів оригіналу за 2 лютого 2019. Процитовано 18 червня 2014.
4. ↑  Census 2000 PHC-T-4. Ranking Tables for Counties: 1990 and 2000 (PDF). United States Census Bureau. Архів оригіналу (PDF) за 18 грудня 2014. Процитовано 18 червня 2014.
5. ↑  State & County QuickFacts. United States Census Bureau. Архів оригіналу за 6 липня 2011. Процитовано 18 червня 2014. [Архівовано 2011-07-03 у Wayback Machine.](англ.) Наведено за англійською вікіпедією.
6. ↑  American FactFinder. Бюро перепису населення США. Архів оригіналу за 26 лютого 2012. Процитовано 31 січня 2008. [Архівовано 2008-05-21 у Wayback Machine.]

| США | Це незавершена стаття з географії США. Ви можете допомогти проєкту, виправивши або дописавши її. |